# Roxen
|  | No s'ha de confondre amb Roxen (cantant). |

Roxen és un llac al comptat d'Östergötland, al sud-est de Suècia, al nord de la ciutat de Linköping i a l'est del llac Vättern. Es troba a una altitud de 34 metres sobre el nivell del mar, amb una àrea de 95 km quadrats, una profunditat mitjana de 4,7 metres i un volum de 455,019.
L'identificador de llac del llac Roxen és el SE648779-150974

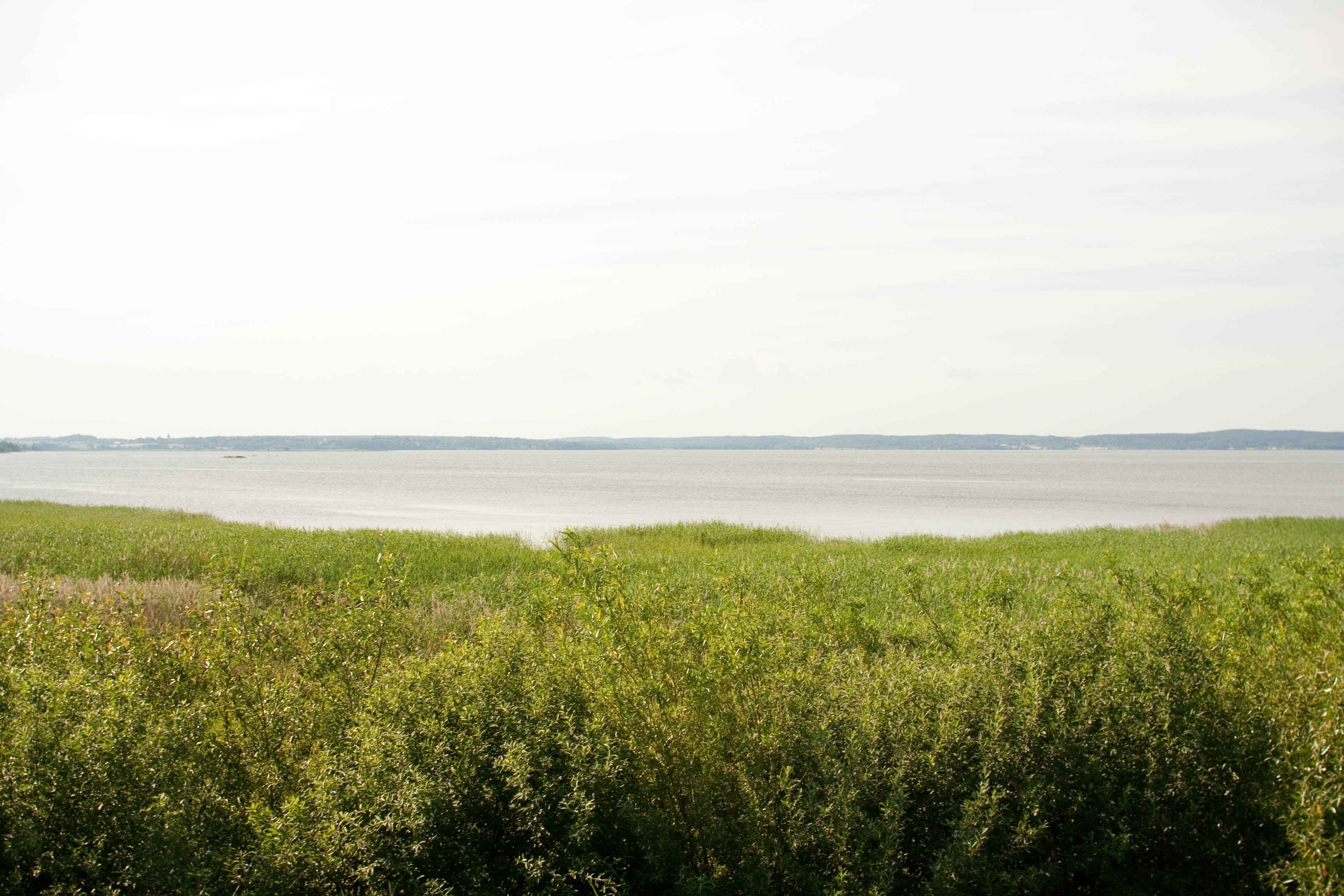
Vista del llac Roxen

El llac Roxen rep aigua de Motala ström i el canal Göta que arriben dels llacs de Vättern i Vänern i dels rius Svartån i Stångån. A través de Norsholm el Motala ström segueix en direcció nord cap al llac Glan.
El llac Roxen és un lloc on es poden observar ocells, en especial a la zona oest del llac on hi ha les reserves naturals de Kungsbro i Svartåmynningen.